# Sapromyza remmae
Sapromyza remmae är en tvåvingeart som beskrevs av Shatalkin 1996. Sapromyza remmae ingår i släktet Sapromyza och familjen lövflugor.
Artens utbredningsområde är Mongoliet. Inga underarter finns listade i Catalogue of Life.